# Institut national de la statistique (Guatemala)
Pour les articles homonymes, voir INE.
Le Instituto Nacional de Estadística ou INE (Institut national de la statistique) est une institution guatémaltèque.

Elle publie des statistiques sur la démographie, les prix, la société, l'économie, l'agriculture, l'alimentation, la construction au Guatemala.